# Liste der deutschsprachigen Schulen in Namibia

Gebäude der DHPS in Windhoek

Dies ist eine Liste der deutschsprachiger Schulen in Namibia. Sie umfasst private oder staatliche Schulen in Namibia, die Deutsch, zumindest in einigen Jahrgangsstufen, als Unterrichtssprache verpflichtend nutzen. Einige hiervon sind in der „Arbeits- und Fördergemeinschaft der Deutschen Schulvereine in Namibia“ (AGDS) organisiert. Zudem bieten zahlreiche weitere Schulen Deutsch als Fremdsprache an.

## Liste der Schulen

### Bestehende
- Delta Grund- und Oberschule (DSW, DOSW) – staatlich – ehemals Deutsche Grund- und Oberschule Windhoek
- Deutsche Höhere Privatschule Windhoek (DHPS) – privat (Deutsche Auslandsschule)
- Deutsche Privatschule Grootfontein (DPG)[3] – privat
- Deutsche Privatschule Omaruru (DPSO)[4] – privat
- Deutsche Privatschule Otavi (DPS)[5] – privat
- Deutsche Privatschule Otjiwarongo (PSO)[6] – privat
- Karstveld Academy in Grootfontein – privat[7]
- Namib Primary – staatlich – ehemals Deutsche Grundschule Swakopmund
- Privatschule Lumino – privat[8]
- Privatschule Swakopmund (PSS)[9] – privat
- Waldorf Schule Windhoek[10] – privat
- Windhoek Gymnasium – privat – afrikaanse Schule mit deutschem Zweig[11]

Zusätzlich von Deutschland unterstützte Schulen im Rahmen des PASCH-Projekts der Zentralstelle für das Auslandsschulwesen:
- Concordia College – staatlich, in Windhoek
- Etosha Secondary School – staatlich, in Tsumeb
- Martin Luther High School[12], in Okombahe bei Omaruru
- Namib High School – staatlich – ehemals Deutsche Oberschule Swakopmund
- Otjiwarongo Secondary School, in Otjiwarongo (seit Oktober 2017)[13]
- Windhoek High School (WHS)[14]

### Ehemalige
- Deutsche Schule Lüderitz – privat – bis 1972
- Deutsche Schule Otjiwarongo – staatlich – bis in die 2000er Jahre
- Privatschule Karibib – privat – von 1907 bis 1986 (siehe auch Arbeits- und Fördergemeinschaft der Deutschen Schulvereine in Namibia)

Zudem gab es deutsche Volksschulen in Aus, Gibeon, Grootfontein, Keetmanshoop, Klein Windhoek, Klippdamm, Kub, Maltahöhe, Omaruru, Tsumeb (1915–1931), Usakos und Warmbad sowie weitere in Swakopmund und Windhoek.